# Kaiserliche Werft Wilhelmshaven
Il Cantiere navale Imperiale di Wilhelmshaven (in tedesco: Kaiserliche Werft Wilhelmshaven) è stato un importante stabilimento di costruzioni navali ed uno dei principali arsenali della Kaiserliche Marine, la Marina Imperiale tedesca, insieme al Kaiserliche Werft Danzig e al Kaiserliche Werft Kiel. I tre cantieri navali erano stati in precedenza gli arsenali della Norddeutsche Bundesmarine la marina della Confederazione della Germania settentrionale, il primo dei quali ad essere costruito fu quello di Danzica,  per le esigenze della Regia Marina Prussiana.

## Storia
Il blocco navale danese della costa tedesca nel 1848 nella guerra dello Schleswig, evidenziò la minaccia per i traffici mercantili tedeschi in caso di guerra. Nel 1849 i deputati del Granducato di Oldenburg chiesero l'appoggio prussiano. Nel 1852 il Principe Adalberto di Prussia intuendo che la Prussia aveva la necessità di costruire una base navale sul mare del Nord sollecitò un accordo con il Granducato di Oldenburg, in base al quale il Regno di Prussia avrebbe assicurato la protezione del traffico mercantile del Granducato di Oldenburg in cambio di un terreno di 340 ettari per la costruzione di una base navale. Con il trattato venne firmato il 20 luglio 1853, il territorio concesso al Regno di Prussia diventava una enclave prussiana nel Granducato di Oldenburg. Alla fine de 1854 la Marina prussiana prese possesso dei terreni sulla costa occidentale della Baia di Jade, denominata Regio territorio prussiano di Jade (tedesco: Königlich-Preußische-Jadegebiet) e nel 1856 ebbe inizio la costruzione di officine, uffici, banchine e bacini.

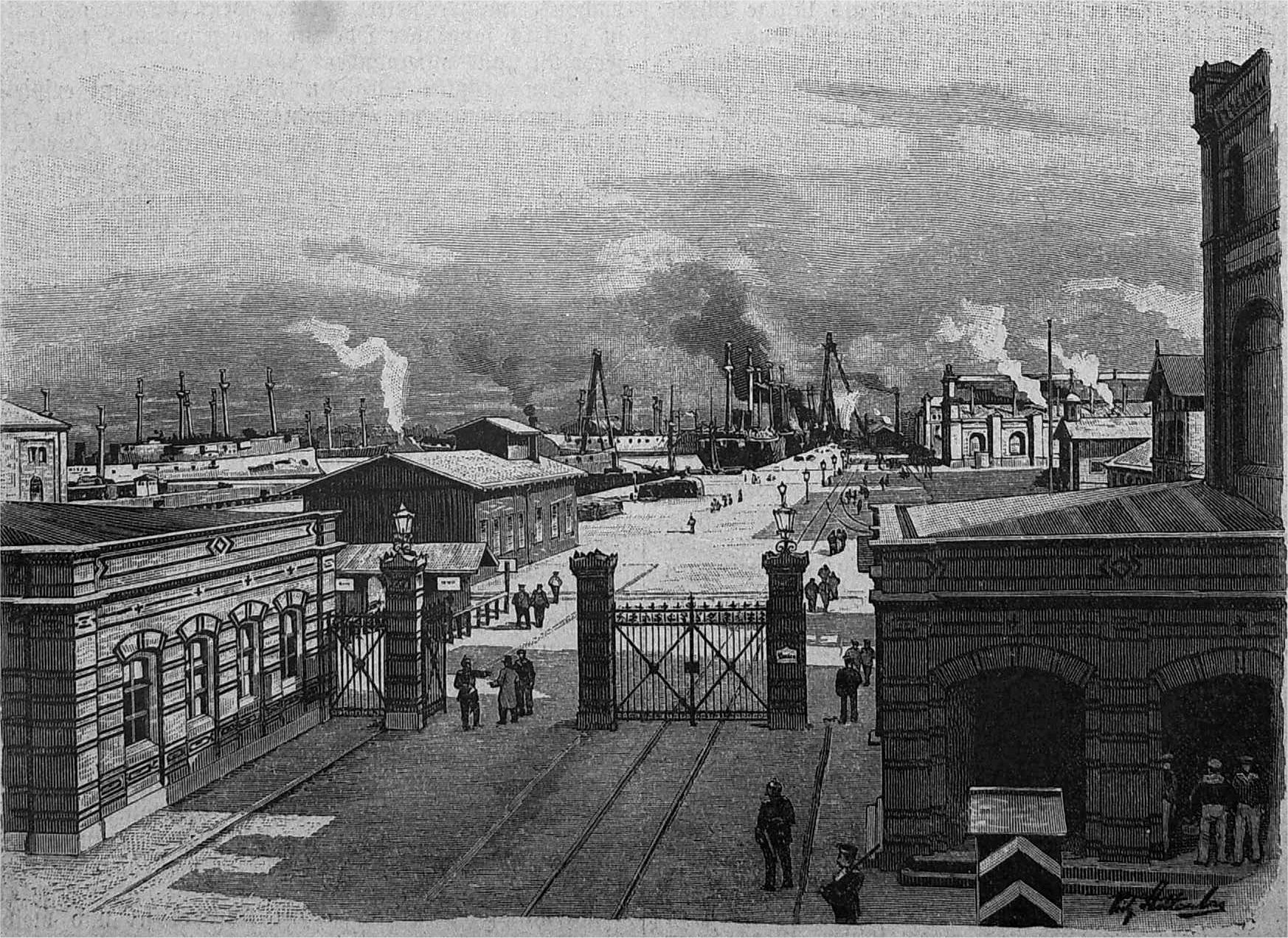
Il cantiere in una stampa del 1894

Al termine della guerra austro-prussiana del 1866 conclusasi con la vittoria del Regno di Prussia e la fondazione della Confederazione Tedesca del Nord e la trasformazione della Marina prussiana (tedesco: Königlich Preußische Marine) in Marina della confederazione tedesca settentrionale (tedesco: Norddeutsche Bundesmarine), il cantiere, inizialmente conosciuto come Königliche Werft (Regio cantiere) assunse la denominazione di Marinewerft des Norddeutschen Bundes (Cantiere navale della Marina della confederazione tedesca settentrionale) e nel 1869 venne creato un porto militare intorno al quale si sviluppò un centro abitato che, in occasione della inaugurazione dei nuovi impianti portuali da parte del Re Guglielmo I, prese il nome di Wilhelmshaven. Poco dopo la messa in servizio del porto militare nel 1870, il cantiere iniziò a essere costruito sullo stesso modello di quelli esistenti a Danzica e a Kiel.
Dopo la proclamazione dell'Impero tedesco e la costituzione della Kaiserliche Marine il cantiere ha assunto la denominazione Kaiserliche Werft.
Con la crescente importanza dell'Impero tedesco nello scenario internazionale, la marina conobbe sotto l'imperatore Guglielmo II e il Grande ammiraglio von Tirpitz, un nuovo rapido sviluppo, ma le capacità dei cantieri tedeschi era insufficiente e nei cantieri di Wilhelmshaven vennero fatte numerose opere di miglioramento; nel periodo 1906-1908 vennero costruiti due bacini in muratura, un bacino galleggiante di 4000 tonnellate e venne estesa la zona portuale. Nel 1911 venne completata la costruzione della più grande centrale a carbone, la Centrale Sud, per l'alimentazione elettrica del cantiere navale. Tale centrale è stata demolita nel 2015. Nel 1915, la Demag consegnò al cantiere la più grande gru galleggiante, ancora operativa presso il cantiere di riparazioni navali Zamponi di Genova, che dal 2002 è stata vincolata dal Ministero per i Beni e le Attività Culturali come "bene culturale di archeologia industriale"

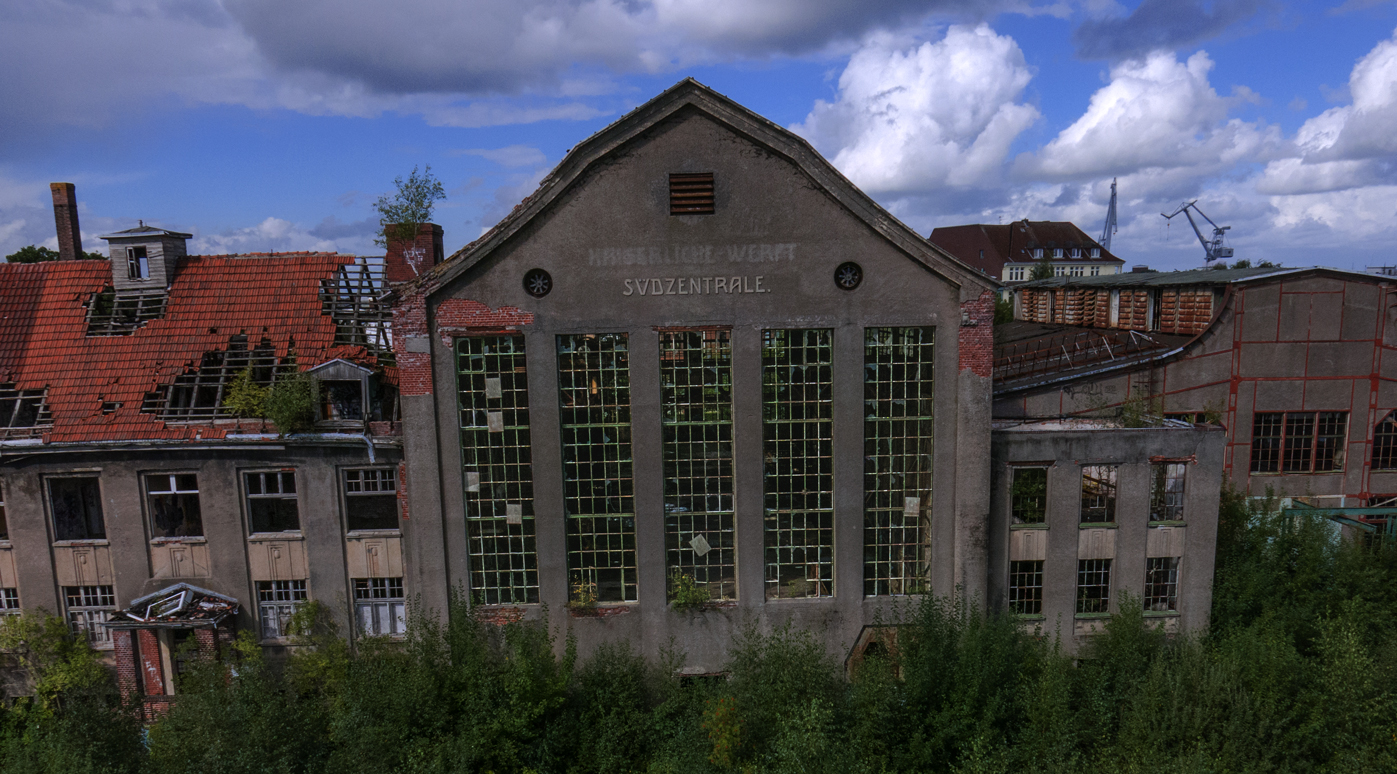
La centrale Sud nel 2013

Nel periodo che va dall'unificazione tedesca alla prima guerra mondiale nel cantiere navale vennero realizzate numerose unità militari navali.
All'inizio del 1914, la forza lavoro del cantiere aveva circa 11.500 dipendenti, che aumentarono a circa 21.000 entro la fine del 1918.
Con la fine della guerra nel 1918 e la sconfitta dell'Impero tedesco nella prima guerra mondiale le costruzioni militari navali a Wilhelmshaven terminarono. I tre cantieri navali imperiali furono significativamente ridotti nelle loro capacità e in parte privatizzati.
Il cantiere navale, di fronte all'assenza di ordini di costruzione, sopravvisse con la riparazione di locomotive e con un programma di emergenza per la costruzione di pescherecci, che sostituissero quelli più vecchi e con battelli a vapore per il trasporto di passeggeri e merci. Dal 1919 venne anche avviata l'attività di demolizioni navali.
Dal 1º gennaio 1921, il controllo del cantiere, che nel 1920 aveva assunto la denominazione Industriewerke Rüstringen (Stabilimento industriale Rüstringen), la Reichsmarine, la marina militare della Repubblica di Weimar, nata dalle ceneri dell'Impero tedesco riprese il controllo del cantiere che assunse la denominazione di Reichsmarinewerft o anche Marinewerft. Con l'ascesa al potere in Germania del nazismo la Reichsmarine assunse la denominazione di Kriegsmarine e nel 1935 il cantiere assunse la denominazione di Kriegsmarinewerft Wilhelmshaven.
Dopo la seconda guerra mondiale dal 1957, parte dell'area è stata utilizzata come arsenale dalla marina militare della Repubblica federale tedesca, la Bundesmarine, rinominata Deutsche Marine dal 1995, dopo la riunificazione tedesca del 1990.